# 1251 Hedera
Az 1251 Hedera (ideiglenes jelöléssel 1933 BE) a Naprendszer kisbolygóövében található aszteroida. Karl Wilhelm Reinmuth fedezte fel 1933. január 25-én, Heidelbergben.